# Feline (álbum)

Feline é o sétimo álbum de estúdio da banda britânica The Stranglers , foi lançado em janeiro de 1983 pela gravadora Epic no Reino Unido. 
O som do álbum se baseia fortemente em duas das influências musicais dominantes na Europa da época, usando apenas violões e bateria eletrônica. e também é conhecido suas melodias sofisticadas , calmas e etéreas.
o disco atingiu a posição mais alta do que ao disco anterior , La Folie , chegando a No. 4 no UK Albums Chart.

## Faixas
1. Midnight Summer Dream - 6:12
2. It's A Small World - 4:35
3. Ships That Pass In The Night - 4:06
4. The European Female (In Celebration Of) - 4:02
5. Let's Tango In Paris - 3:15
6. Paradise - 3:48
7. All Roads Lead To Rome - 3:54
8. Blue Sister - 4:03
9. Never Say Goodbye - 4:15

## Formação
- Hugh Cornwell -  Vocais, Guitarra
- Jean-Jacques Burnel - Baixo
- Jet Black - Bateria, Percussão
- Dave Greenfield - Teclado, Sintetizador